# T14 (学校)
T14（ティーフォーティーン）は、アメリカ合衆国の特に評価が高い法科大学院群の通称である。学校同士の交流があるアイビーリーグとは違い、T14の学校同士では特別な交流はないが、メディアには頻繁に登場している。

## 該当校
T14は、下記の学校から成り立っている。
- イェール大学、イェール・ロー・スクール
- ハーバード大学、ハーバード・ロー・スクール
- スタンフォード大学、スタンフォード・ロー・スクール
- コロンビア大学、コロンビア・ロー・スクール
- シカゴ大学、シカゴ大学・ロー・スクール
- ニューヨーク大学、ニューヨーク大学・ロー・スクール
- カリフォルニア大学バークレー校、バークレー・ロー・スクール
- ペンシルベニア大学、ペンシルベニア・ロー・スクール
- ミシガン大学、ミシガン・ロー・スクール
- バージニア大学、バージニア・ロー・スクール
- デューク大学、デューク・ロー・スクール
- ノースウェスタン大学、ノースウェスタン・ロー・スクール
- コーネル大学、コーネル・ロー・スクール
- ジョージタウン大学、ジョージタウン大学ローセンター